# Pearl City
Pearl City — CDP w Stanach Zjednoczonych w stanie Hawaje. Znajduje się na wyspie Oʻahu, zamieszkuje go 30 976 osób. Leży w centralnej części wyspy. Położone blisko miasta Honolulu.